# Dongli (köping i Kina, Shandong)
Dongli (kinesiska: 东里镇, 东里) är en köping i Kina. Den ligger i provinsen Shandong, i den östra delen av landet, omkring 140 kilometer sydost om provinshuvudstaden Jinan. Antalet invånare är 50260. Befolkningen består av 24 850 kvinnor och 25 410 män. Barn under 15 år utgör 15,0 %, vuxna 15-64 år 73 %, och äldre över 65 år 10,0 %.
Genomsnittlig årsnederbörd är 938 millimeter. Den regnigaste månaden är juli, med i genomsnitt 328 mm nederbörd, och den torraste är januari, med 6 mm nederbörd.